# Авотиньш, Виктор
Ви́ктор А́вотиньш (1947—2023) — латвийский публицист, поэт, журналист и общественный деятель.

## Биография
Виктор Авотиньш родился 12 декабря 1947 года в городе Лудза, детство провёл в Цирмской волости. Затем семья переехала в Огрский район, где Виктор учился в Сунтажской средней школе. Рано получил рабочие навыки: квалификацию тракториста, слесаря, токаря.
После школы поступил в Рижский Краснознамённый институт инженеров гражданской авиации. Именно там он приобщился к литературной деятельности, сотрудничая с институтской многотиражной газетой «Инженер Аэрофлота», участвуя в подготовке и проведении комсомольских мероприятий.
По окончании РКИИГА получил распределение в Центральный НИИ автоматизированных систем управления Гражданской авиации (ЦНИИ АСУ ГА). Ушёл оттуда через год из-за скандала, связанного с коллективной запиской о крупном воровстве на заводе Аэрофлота, и был принят на должность заведующего орготделом Московского райкома ЛКСМ Латвии в Риге.
Увлёкшись журналистикой, Авотиньш оставил инженерную профессию. В 1979 году в издательстве «Лиесма» вышла первая книга его стихов «Apiet loku» («Обойти круг»), после чего Виктора приняли в Союз советских писателей Латвии.
Он работал в ряде центральных латвийских печатных изданий: был ответственным секретарём и заместителем редактора газеты «Literatūra un Māksla» («Литература и искусство»), ответственным секретарём и заместителем редактора журнала «Даугава», заместителем редактора газеты «Padomju Jaunatne».
В Доме творчества писателей в Дубулты Авотиньш подружился с российскими литераторами — ленинградским поэтом Андреем Черновым, москвичом Олегом Хлебниковым, публицистом Юрием Щекочихиным. Там же он познакомился с Робертом Рождественским, Андреем Вознесенским, общался с Евгением Евтушенко и Беллой Ахмадулиной.
С 1989 по 1990 год являлся председателем правления Союза журналистов Латвии.
В независимой Латвии недолгое время был главным редактором «Jaunā Avīze», которую издавала Новая партия.
С 1998 года являлся обозревателем ежедневной газеты «Neatkarīgā Rīta Avīze», регулярно публиковался в еженедельнике «Вести» на русском языке.
В течение нескольких лет Авотиньш возглавлял Союз писателей Латвии.

## Политическая деятельность
В 1970-е годы, во время учёбы в РКИИГА, Виктор Авотиньш активно участвовал в комсомольской работе.
Во время Атмоды Авотиньш был одним из авторов идеи организации Народного фронта, поддержав первоначальную инициативу преподавателя Географического факультета ЛГУ Валдиса Штейна. На его квартире готовилось сообщение о создании Народного фронта. Именно Авотыньш зачитал сообщение о необходимости создания Народного фронта на Пленуме творческих союзов Латвии 1-2 июня 1988 года в Риге.
Был избран в 1-ю, 2-ю и 3-ю Думу Народного фронта, однако после прекращения его деятельности воздерживался от участия в политических партиях.
В 1989 году Виктор Авотиньш был избран депутатом Съезда народных депутатов СССР от 311-го Огрского избирательного округа, баллотируясь от Народного фронта. Участвовал в комиссии по реорганизации Союза ССР.
Он также участвовал в выборах в Верховный Совет Латвийской ССР в 1990 году, но не был избран.
В 1993 году его кандидатура была предложена на пост государственного контролёра, но не получила поддержки, а в 1995 году его вычеркнули из списка кандидатов в состав Национального совета по радио и ТВ. После этого Авотиньш выступал в поддержку оппозиционных деятелей, таких как Ансис Атаолс Берзиньш, Юрий Алексеев, Александр Гапоненко и Владимир Линдерман.
Виктор Авотиньш являлся одним из наиболее популярных публицистов Латвии, публикуясь на латышском и русском языках. Он выступил на Вселатвийском родительском собрании против очередного этапа школьной реформы по тотальному переводу образования на латышский язык.

### Сборники стихов
- Apiet loku. (Обойти круг). — Рига: Лиесма, 1979;
- Taupīšanās. (Сбережения). — Рига: Пламя, 1982;
- Lēzenā mūžība. (Медленная вечность). — Рига: Пламя, 1986.

### Переводы
После восстановления государственной независимости Латвии Виктор Авотиньш обратился к переводу на латышский язык текстов философского содержания, опубликованных на русском языке.
- М. Мамардашвили, Domātprieks (Радость мыслить). — Рига: Спектр, 1994. Мамардашвили был любимым философом латышской интеллигенции конца 1980-х годов, чья популярность началась с публикаций в журнале «Avots» («Родник»)[9].
- Ф. Незнанский, Asinsatriebība (Кровная месть). — Рига: Континент, 2000.

## Награды
- Орден Трёх звёзд 4-й степени (2008).
- Премия Цицерона за вклад в журналистику (2010).